# Zona metropolitană Târgu Mureș

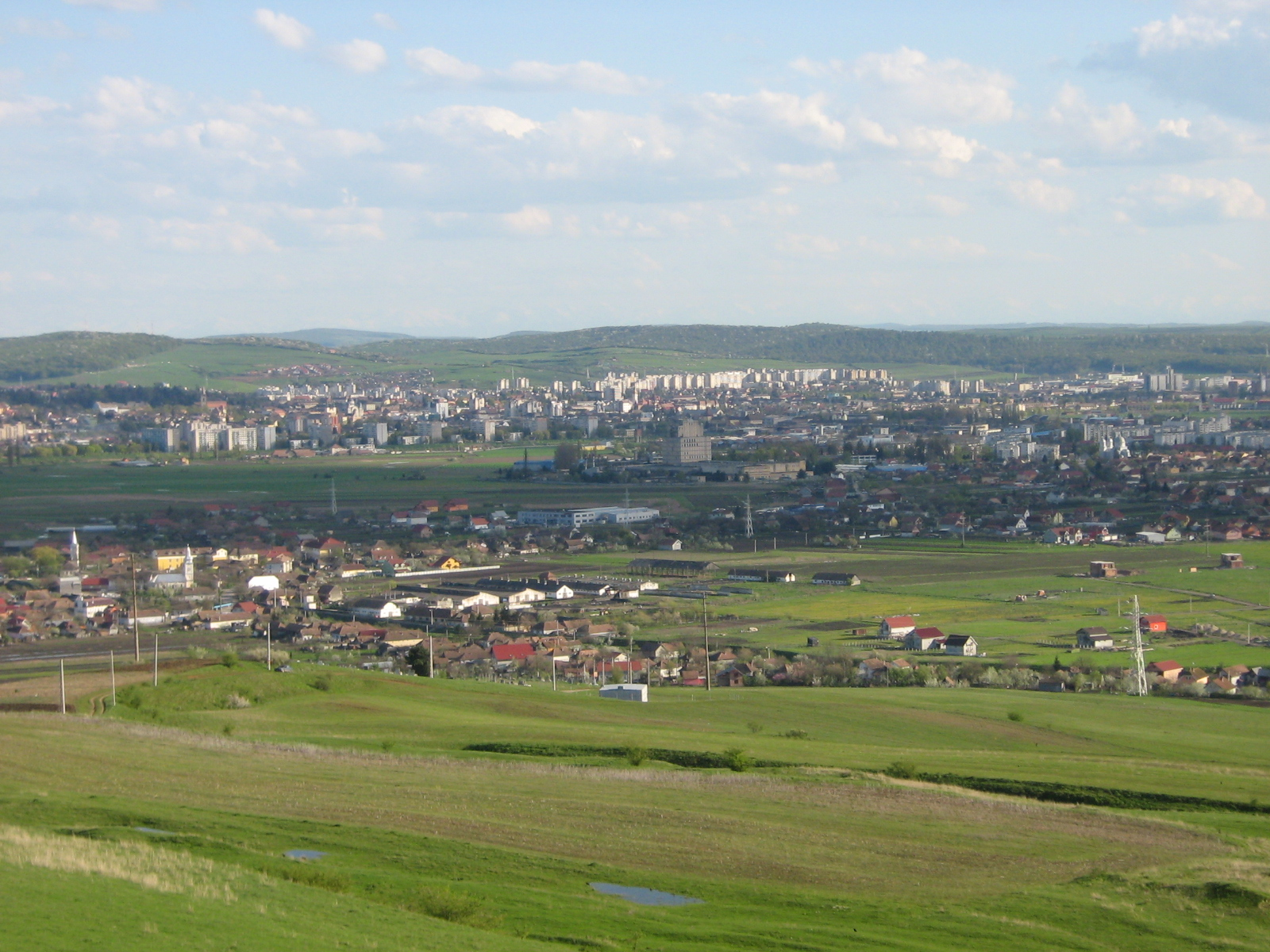
Târgu Mureș

Zona Metropolitană Târgu Mureș (în maghiară Marosvásárhelyi Metropoliszövezet) este o zonă metropolitană din județul Mureș, Transilvania, România ce cuprinde municipiul Târgu Mureș și 12 comune învecinate acestuia, constituită în scopul creării de noi oportunități de afaceri, al construcției și amenajării de locuințe și locuri de recreere, al atragerii de investiții mai consistente, și al coordonării mai bune a proiectelor de mediu și infrastructură. 

## Istoric
Zona Metropolitană Târgu Mureș a fost constituită în 2005 de către Consiliul Județean Mureș pe baza altor zone metropolitane din țară (de exemplu Zona metropolitană Cluj, Zona Metropolitană Iași, Zona metropolitană Oradea, etc.).

## Localități
Zona Metropolitană Târgu Mureș este compusă din municipiul Târgu Mureș, orașul Ungheni și comunele Acățari, Livezeni, Sânpaul, Corunca, Gheorghe Doja, Cristești, Sâncraiu de Mureș, Sângeorgiu de Mureș, Pănet, Ceuașu de Câmpie, Ernei și Crăciunești. 

Comunele Sântana de Mureș și Păsăreni deocamdată nu fac parte din zona metropolitană, deși sunt și acestea învecinate cu municipiul Târgu Mureș.

## Demografie
Zona Metropolitană Târgu Mureș avea o populație totală de 204 158 de locuitori (conform datelor recensământului din 2011), dintre care 124 058 maghiari (și secui), 105 920 români și 19 774 de altă naționalitate (majoritatea lor de etnie rromă).